# 트란스발 공화국의 국가

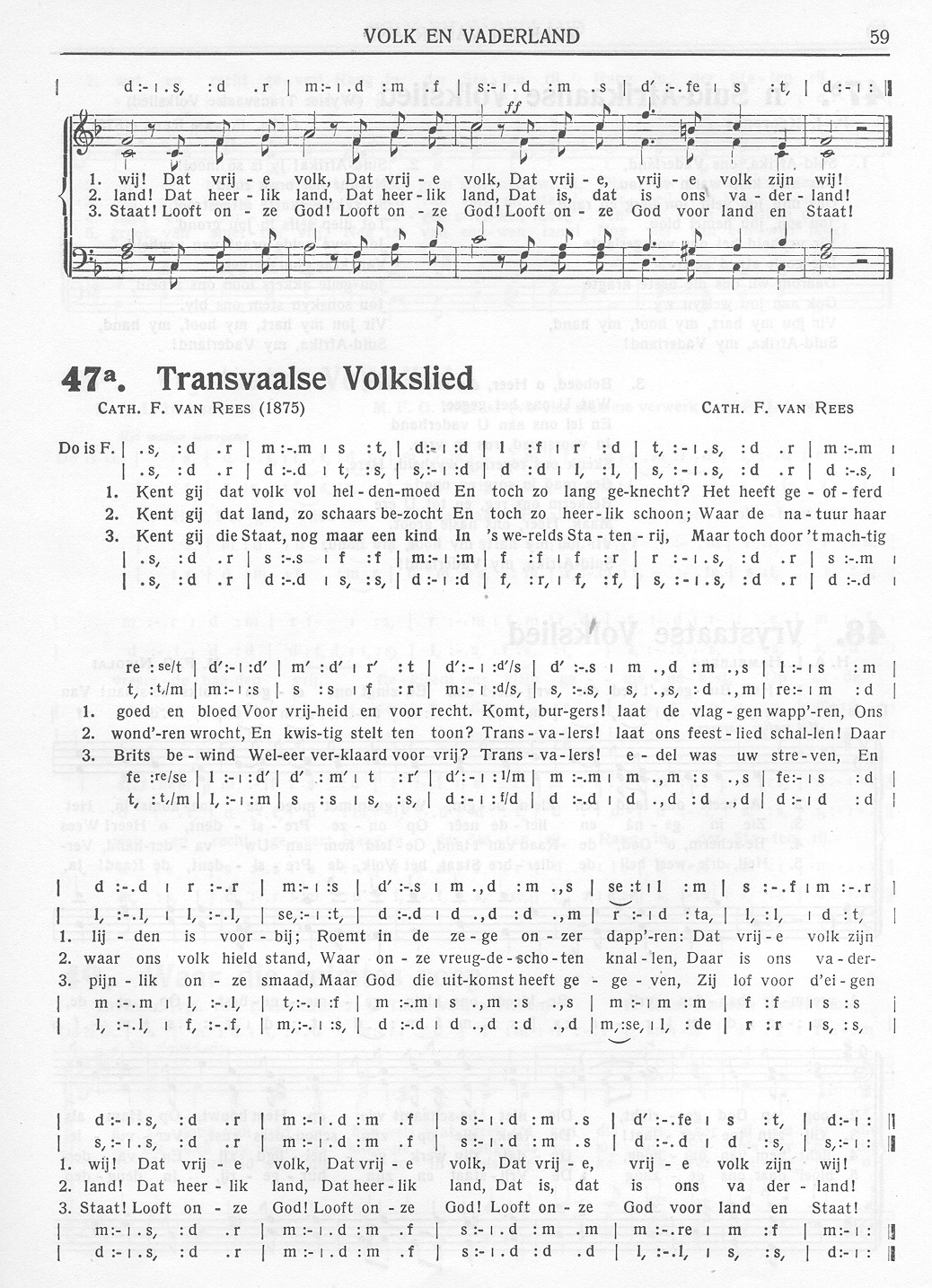
악보

트란스발 찬가(네덜란드어: Volkslied van Transvaal 폴크슬레이트 판 트란스발[*])는 트란스발 공화국의 국가로, 리차드 홀과 카사리나 판 레스가 제작했다.
1875년 처음으로 제정되었으나 영국의 침입으로 자주 폐지되었는데, 그러다 1902년 완전히 폐지된다.

## 가사
1절
Kent gij dat volk vol heldenmoed
En toch zo lang geknecht?
Het heeft geofferd goed en bloed
Voor vrijheid en voor recht
Komt burgers! laat de vlaggen wapp'ren
Ons lijden is voorbij
Roemt in de zege onzer dapp'ren
Dat vrije volk zijn wij!
Dat vrije volk, dat vrije volk
Dat vrije, vrije volk zijn wij!
2절
Kent gij dat land zo schaars bezocht
En toch zo heerlijk schoon
Waar de natuur haar wond'ren wrocht
En kwistig stelt ten toon?
Transvalers! laat ons feestlied schallen
Daar waar ons volk hield stand
Waar onze vreugdeschoten knallen
Daar is ons vaderland!
Dat heerlijk land, dat heerlijk land
Dat is, dat is ons vaderland!
3절
Kent gij die Staat, nog maar een kind
In 's werelds Statenrij
Maar toch door 't machtig Brits bewind
Weleerd verklaard voor vrij?
Transvalers! edel was uw streven
En pijnlijk onze smaad
Maar God die uitkomst heeft gegeven
Zij lof voor d'eigen Staat!
Looft onze God! looft onze God!
Looft onze God voor land en Staat!

## 해석
1절
당신은 용기로 가득 찬 나라를 알고 있는가?
그리고 오랫동안 지속된 핍박을 알고 있는가?
재산과 피를 위해 희생하리라
자유를 위해 정의를 위해
국민들이여, 출렁이는 국기를 들고 이리 오거라
우리의 과거는 고생이었도다
우리의 용기 속에서 즐거움을 찾으리
우리는 자유롭도다!
자유국이여, 자유국이여,
우리는 자유롭다네, 자유국이여!
2절
당신은 가끔씩 찾는 우리 땅을 알고 있는가?
그래도 아직은 아름답다네
자연은 아름다움을 만드네
기름진 그들을 보여 주었는가?
트란스발 사람들이여, 우리의 국가가 울려 퍼지리라!
우리의 국가가 멸망하면
국왕을 공격하리라!
아름다운 조국이여,
아름다운 나라여, 아름다운 나라여,
그것은, 그것은 아름다운 조국이라네!
3절
당신은 아이들이 사는 구역을 알고 있는가?
온 나라의 신분을
그러나 영국은
우리에게 자유를 줄 것인가?
트란스발 사람들이여, 나라의 가치를 위해 노력하리!
부끄러운 아픔을 위하여
하지만 하느님께서는 우리 나라로부터
우리를 구해 주셨네!
신에게 축복하랴! 신에게 축복하랴!
신에게 축복하랴 - 우리 땅과 나라를 위해서 - !

## 같이 보기
- 남아프리카 공화국의 국가
- 남아프리카의 외침
- 오렌지 자유국의 국가
- 국가 목록